# Miki 1
Albums de Miki Fujimoto
FS3 Folk Songs 3
(2002) Ai no Dai 6 Kan
(2004)
Singles
Miki 1 (MIKI①) est le 1er (et unique) album en solo de Miki Fujimoto, sorti en 2003.

## Présentation
L'album sort le 26 février 2003 au Japon sous le label hachama, le jour du 18e anniversaire de la chanteuse. Il est écrit et produit par Tsunku. Il atteint la 3e place du classement de l'Oricon. Il se vend à 93 475 exemplaires la première semaine et reste classé pendant 8 semaines, pour un total de 128 502 exemplaires vendus durant cette période, la meilleure vente d'un disque en solo de la chanteuse. La première édition de l'album contient un mini-photobook de 12 pages en supplément.
L'album contient les chansons-titres des cinq singles sortis jusque-là par la chanteuse depuis un an, une de leurs "faces B", une version en solo de la chanson Shall We Love? sortie en single l'année précédente par le groupe temporaire Gomatto (avec Fujimoto), et quatre titres inédits.
Miki Fujimoto avait déjà participé à l'enregistrement d'un album en commun sorti quatre mois auparavant : FS3 Folk Songs 3. Elle stoppera sa carrière solo peu après pour intégrer le groupe Morning Musume en juin suivant.
Elle ne sortira pas d'autre disque en solo pendant cinq ans, jusqu'au single Okitegami en 2008 après son départ du groupe, mais pas d'autres albums solo.

## Liste des titres
Toutes les chansons sont écrites et composées par Tsunku.
| CD    | CD                                                                       | CD                       | CD    | CD | CD | CD | CD | CD | CD |
| No    | Titre                                                                    | Arrangements             | Durée |    |    |    |    |    |    |
| ----- | ------------------------------------------------------------------------ | ------------------------ | ----- | -- | -- | -- | -- | -- | -- |
| 1.    | Boogie Train '03 (ブギートレイン'03)                                     | Hideyuki "Daichi" Suzuki | 4:21  |    |    |    |    |    |    |
| 2.    | Romantic Ukare Mode (ロマンティック 浮かれモード)                        | Hiroshi Uesugi           | 4:25  |    |    |    |    |    |    |
| 3.    | Eki Mae no Dai Happening (駅前の大ハプニング)                            | Cher Watanabe            | 4:58  |    |    |    |    |    |    |
| 4.    | Sotto Kuchizukete Gyutto Dakishimete (そっと口づけてギュッと抱きしめて)  | Cher Watanabe            | 3:49  |    |    |    |    |    |    |
| 5.    | Namida GIRL (涙GIRL)                                                     | Shunsuke Suzuki          | 3:43  |    |    |    |    |    |    |
| 6.    | Aenai Nagai Nichiyōbi (会えない長い日曜日)                               | Hideyuki "Daichi" Suzuki | 3:51  |    |    |    |    |    |    |
| 7.    | Giniro no Eien (銀色の永遠)                                              | AKIRA                    | 4:14  |    |    |    |    |    |    |
| 8.    | Boyfriend (ボーイフレンド)                                               | Hideyuki "Daichi" Suzuki | 4:59  |    |    |    |    |    |    |
| 9.    | Mangetsu (満月)                                                          | Hideyuki "Daichi" Suzuki | 4:10  |    |    |    |    |    |    |
| 10.   | Shall We Love? (Fujimoto Version) (SHALL WE LOVE? ...)                   | Asai Yasuo               | 4:42  |    |    |    |    |    |    |
| 11.   | Let's Do Daihakken! (Let's Do 大発見!) (du single Aenai Nagai Nichiyōbi) | Shunsuke Suzuki          | 3:39  |    |    |    |    |    |    |
| 45:58 |                                                                          |                          |       |    |    |    |    |    |    |